# Pholiota nameko
Pholiota nameko (T. Itô) S. Ito & S. Imai, comunemente noto come Nameko (giapponese: ナメコ), è un piccolo fungo giallo-marrone con un rivestimento leggermente gelatinoso che viene utilizzato come ingrediente in zuppa di miso e in nabemono. Si tratta di uno dei più popolari funghi coltivati del Giappone. In Cina il fungo è conosciuto come huázĭ mó  (cinese: 滑 子 蘑). Anche in Russia è largamente consumato, ed è spesso venduto con il nome di opёnok (russo: опёнок) o plurale opjata (russo: опята). Negli Stati Uniti, il fungo è talvolta chiamato butterscotch mushroom.